# St. Apollonia (Düttling)

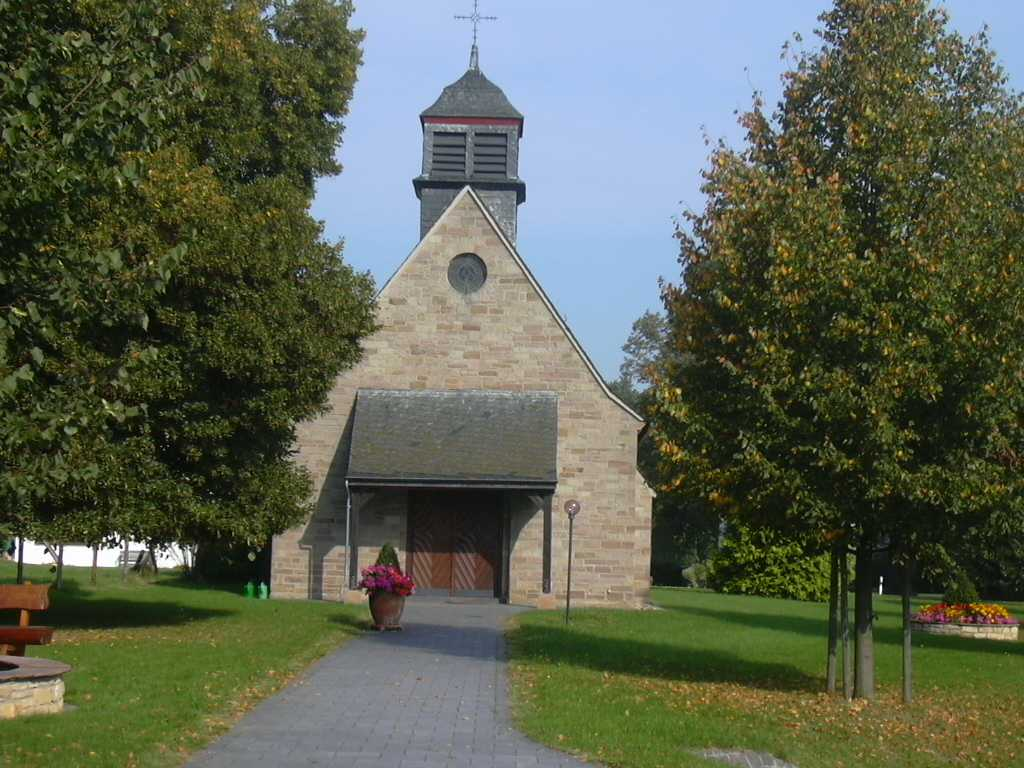
Die Kapelle

Die römisch-katholische Kapelle St. Apollonia steht in Düttling, einem Ortsteil der Stadt Heimbach im Kreis Düren, Nordrhein-Westfalen, direkt neben der Bundesstraße 265.

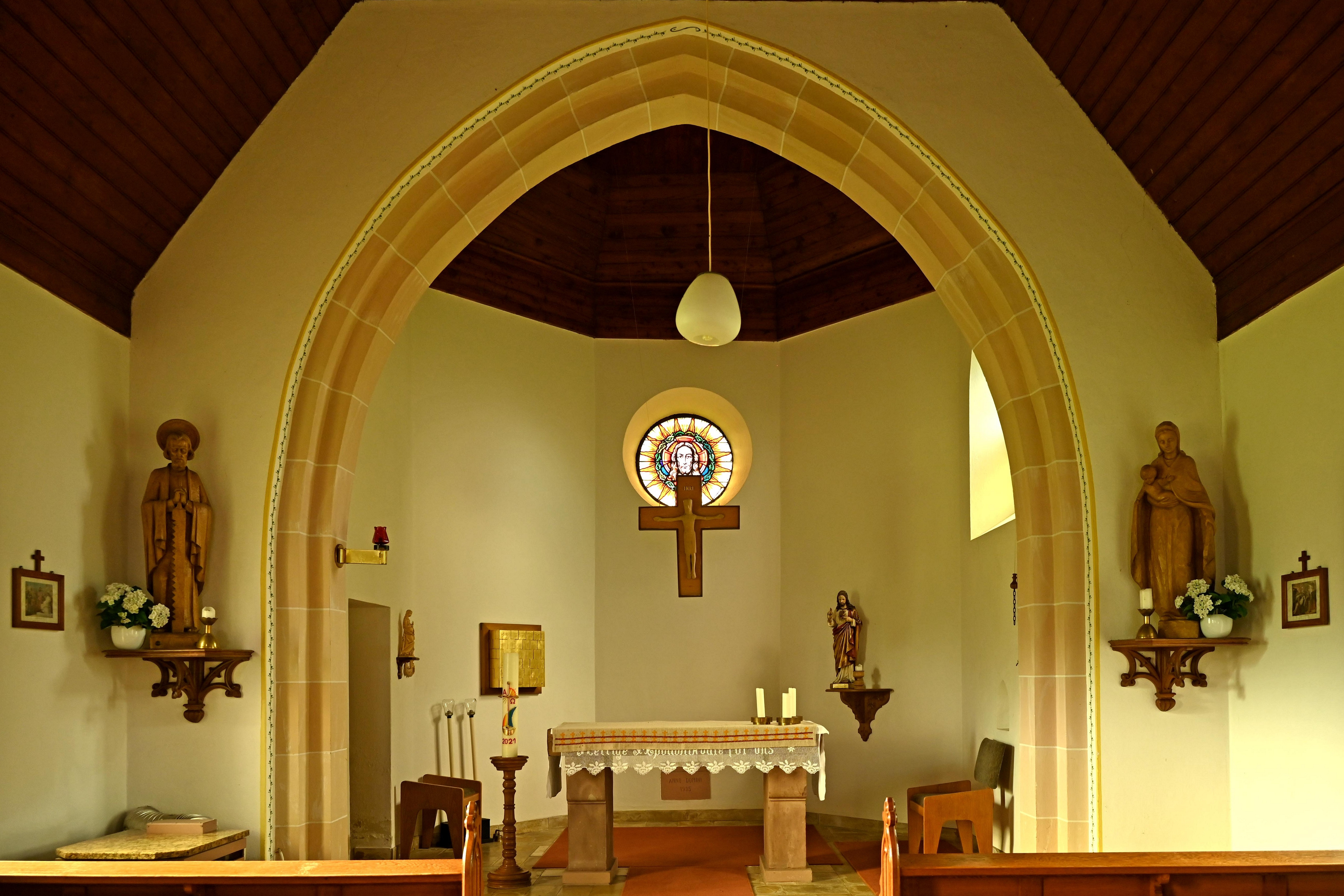
Innenraum mit Blick zum Altar

Die Kapelle gehört zur Pfarre St. Martinus Hergarten und steht unter dem Patronat der hl. Apollonia, die um besonderen Schutz gegen Zahnschmerzen angerufen wird.

## Geschichte
Im Jahre 1788 wurde in dem kleinen Eifelort die erste Kapelle errichtet, die dem hl. Donatus geweiht war. Wegen Baufälligkeit musste dieser Sakralbau 1916 abgebrochen werden. Bereits 1914 verfügte die Behörde den Abriss. 
Nachdem der örtlichen Bevölkerung genügend Mittel zum Bau einer neuen Kapelle zur Verfügung standen, wurde 1935 die jetzige Kapelle nach Plänen des Schleidener Kreisbaumeisters Hermann Burich errichtet. Im Januar 1936 wurde die Kapelle eingeweiht.

## Baubeschreibung
St. Apollonia ist eine einschiffige und dreiachsige Saalkirche in Formen der Heimatschutzarchitektur mit dreiseitig geschlossenem Chor im Osten und einem Dachreiter über dem Westgiebel.

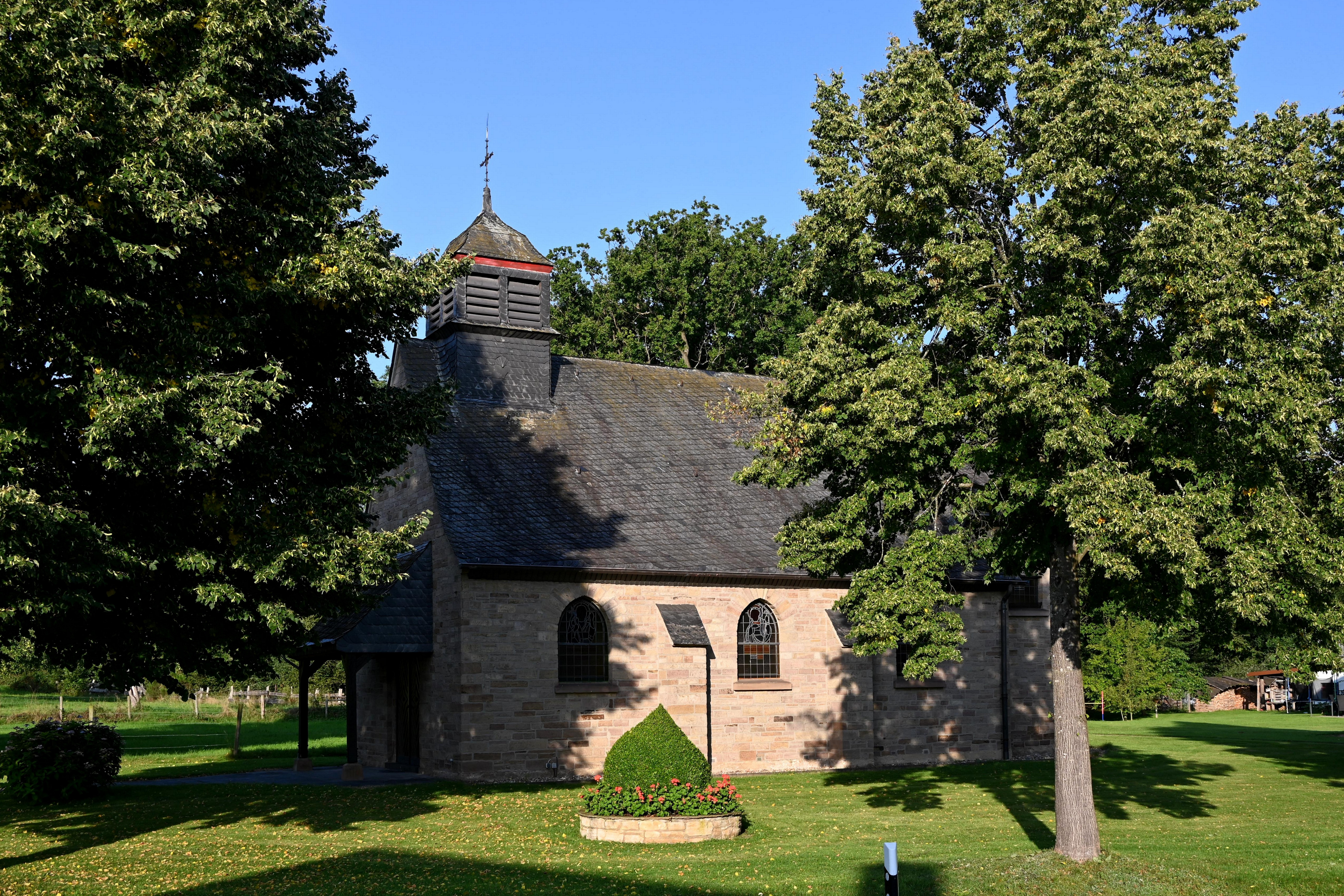
St. Apollonia, Ostseite
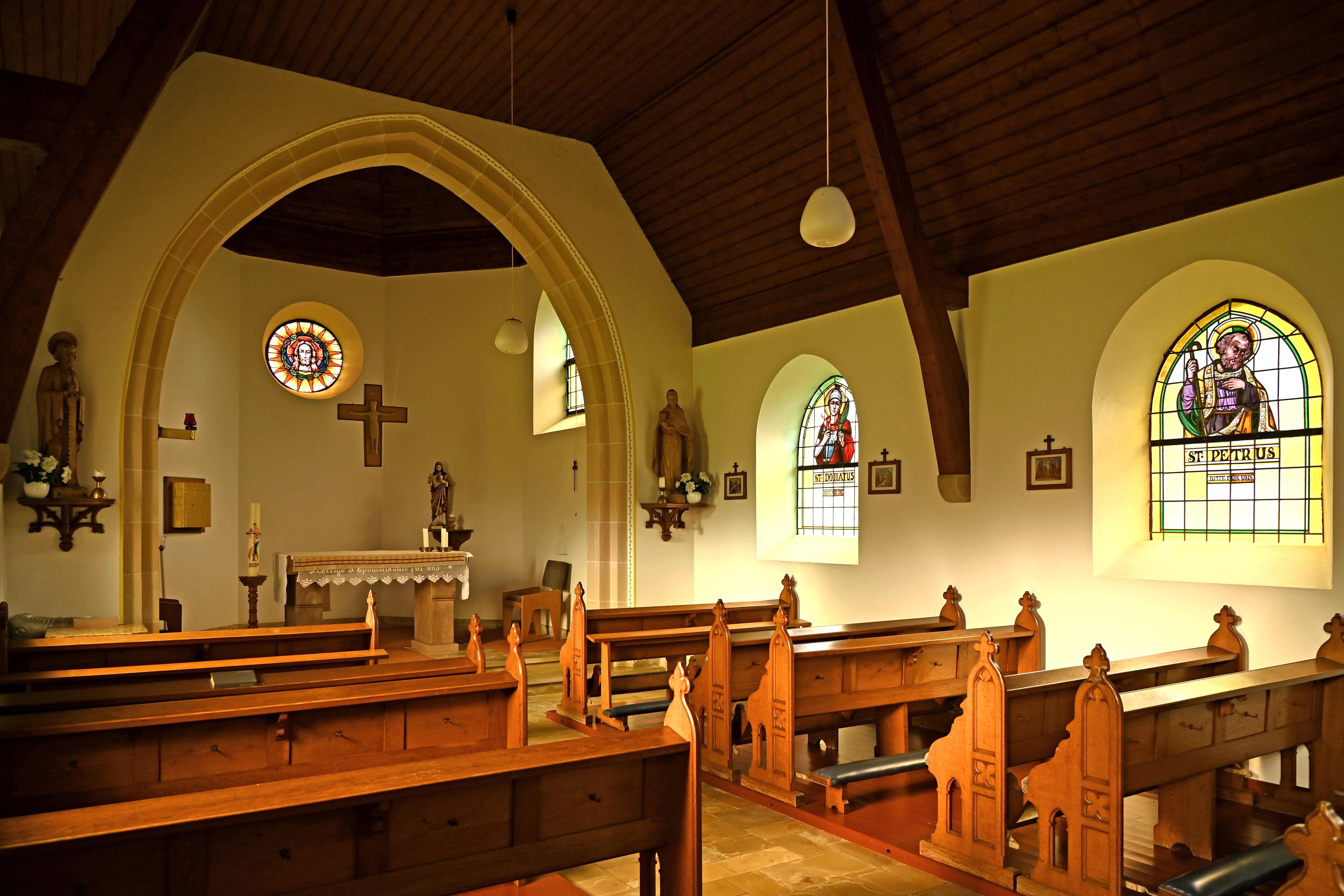
Kapelle innen
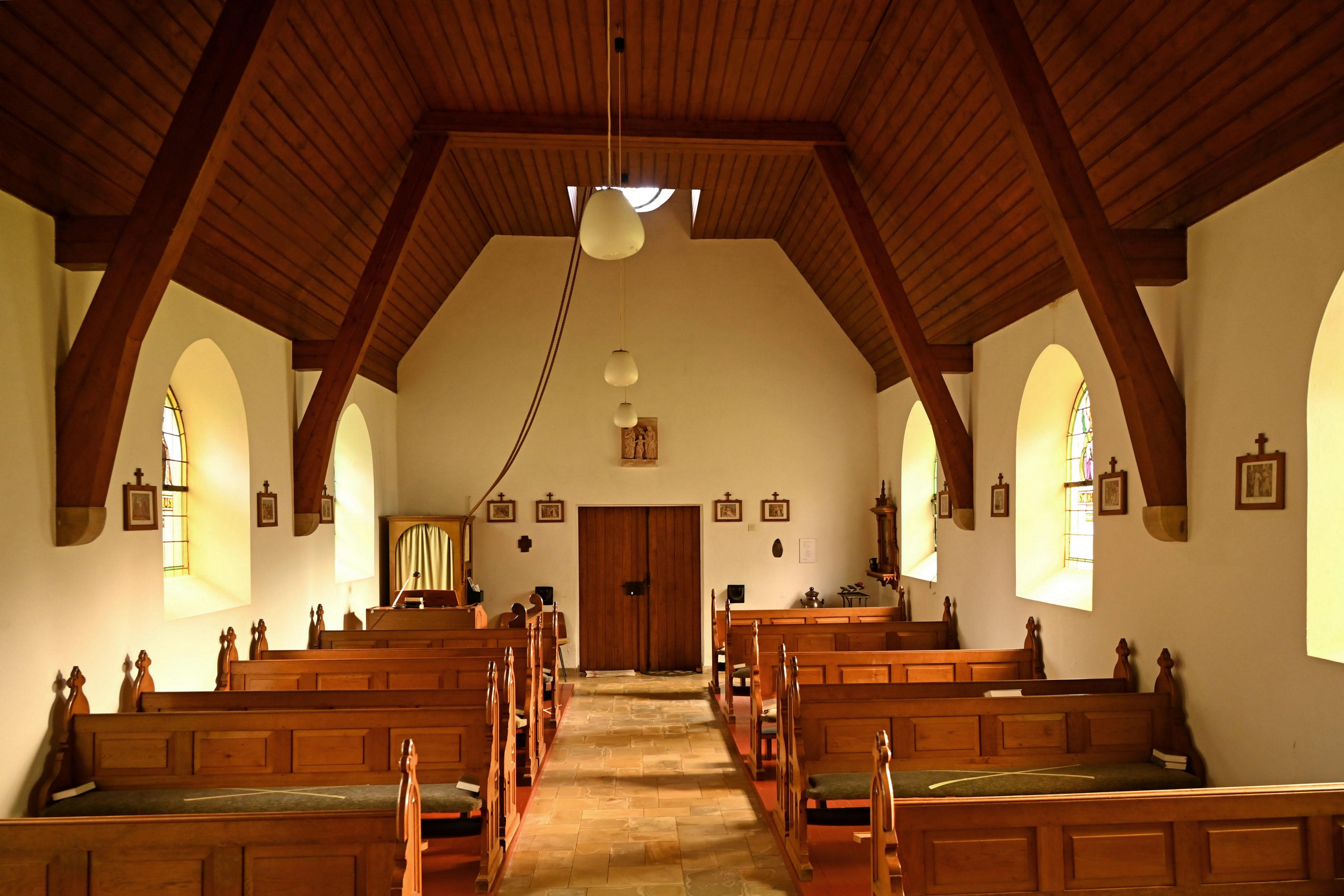
Innenraum mit Südportal
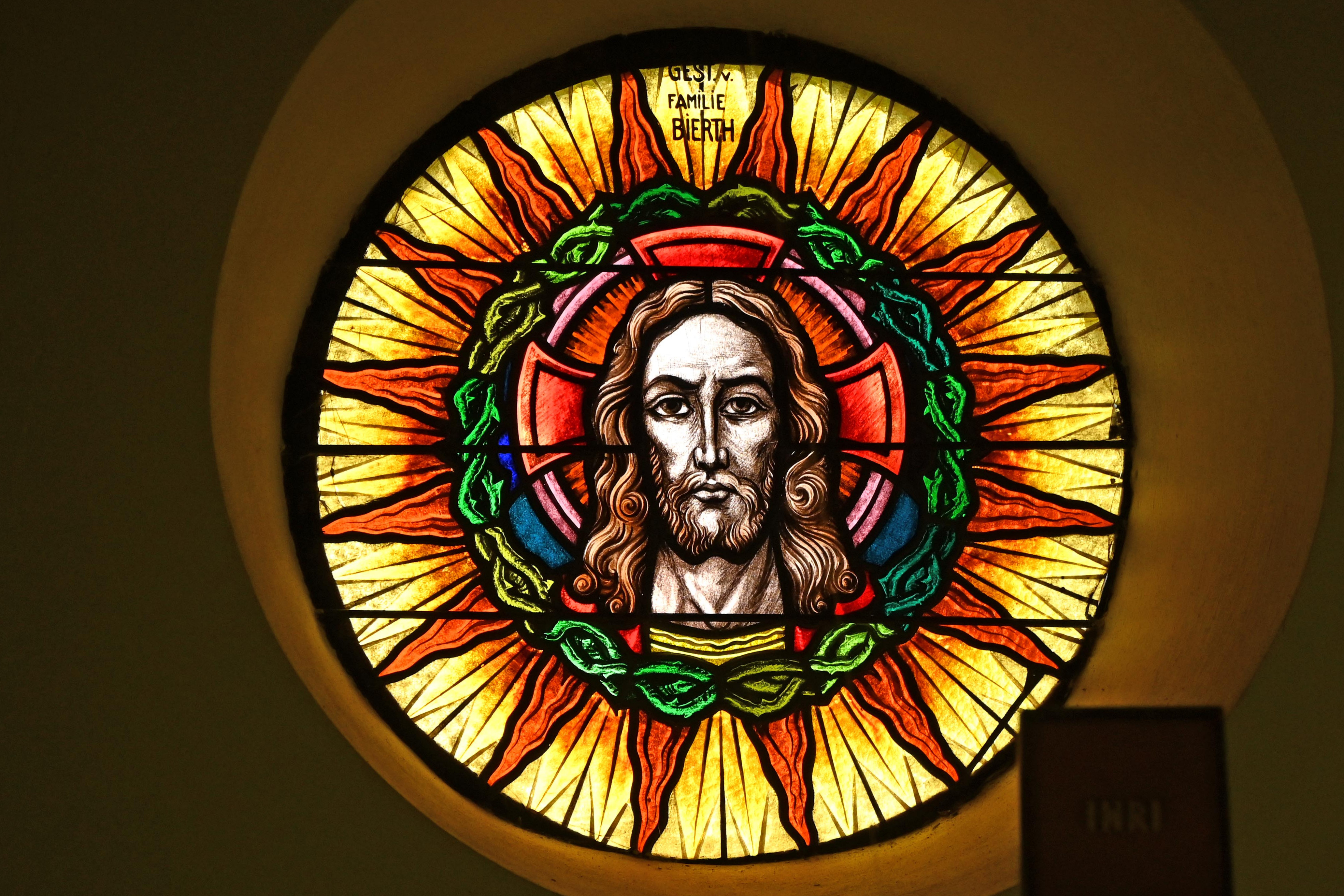
Fenster im Chor
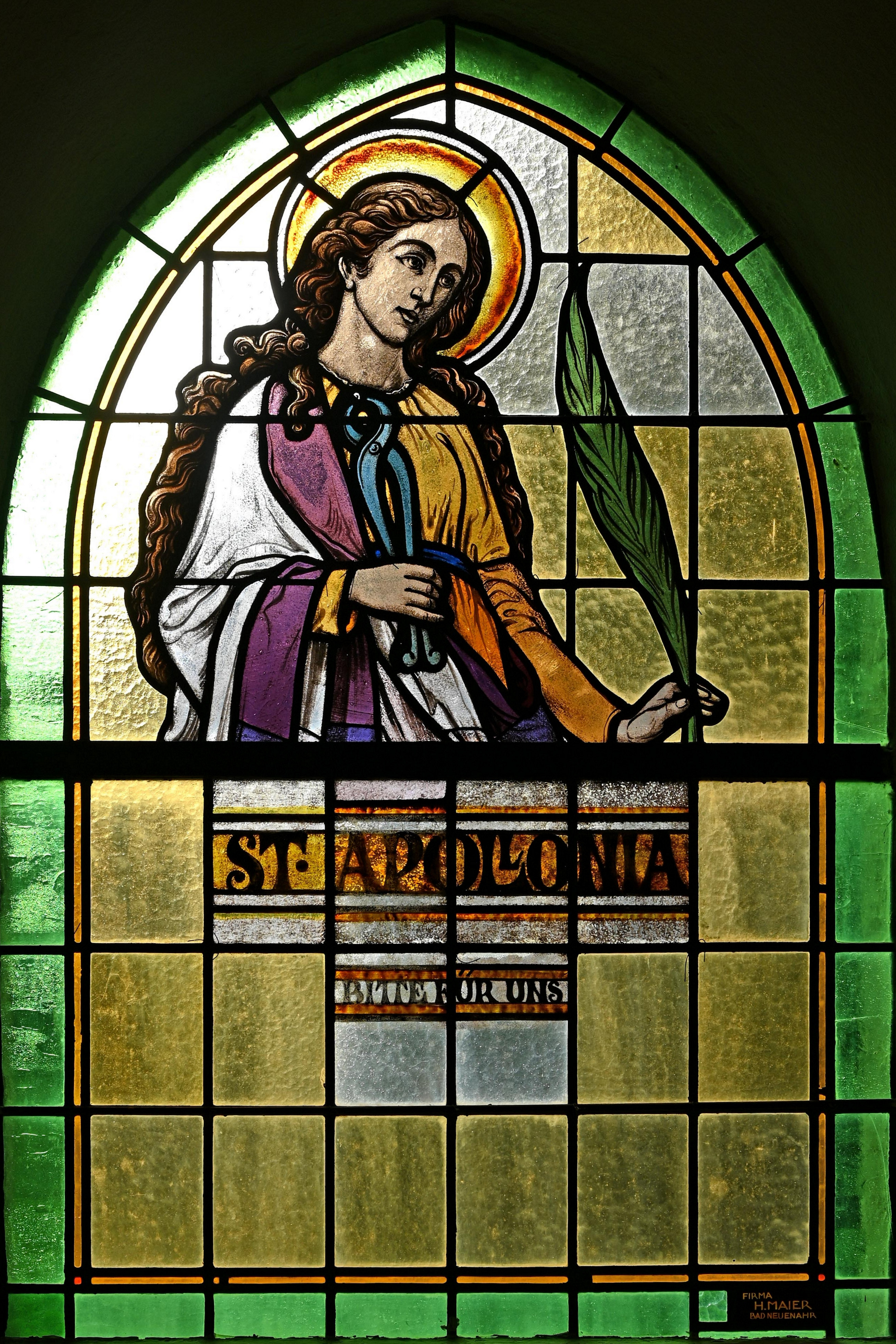
St. Apollonia-Fenster